# آلدو آندریوتی
آلدو آندریوتی (انگلیسی: Aldo Andreotti؛ ۱۴ مارس ۱۹۲۴ – ۲۱ فوریهٔ ۱۹۸۰) یک دانشمند در زمینه معادله دیفرانسیل با مشتقات پاره‌ای اهل ایتالیا بود. 